# 安田早紀
安田 さき（やすだ さき、1991年4月6日 - ）は、日本の女優、女性モデル。福島県いわき市出身。ニュートラルマネジメント （NMT inc.）所属。

## 主な経歴
- 日之出出版SEDA SEDAモデルオーディション スペースクラフト賞受賞

## 出演
主演は役名を太字で表記。

### 現在
- 福島まるごとライブ ヨジデス（2017年4月 - 、福島放送）- リポーター火曜日担当
- 福島県公式Facebookサポートガール（2017年3月 - ）

### テレビドラマ
- 破門（2015年1月 - 3月、BSスカパー!） - 美樹 役
- カナダ建国150周年記念ドラマ MOSAIC-CANADA-（2015年7月 - 2017年7月、イマジカＢＳ）- 主演・秋月菜々 役
- 連続テレビ小説「ひよっこ」（2017年6月7日、NHK） 第57話 「谷田部みね子ワン、入ります」
- オーファン・ブラック〜七つの遺伝子〜EPISODE 6（2018年1月13日、東海テレビ）- 美枝 役
- With your smile（2018年7月 - 、BS日テレ） - 主演・立花笑実 役

### バラエティ・情報番組
- キスマイBUSAIKU!? スペシャル（2015年1月22日放送、フジテレビ）
- ZIP!（2015年4月 - 2016年3月、日本テレビ）
- ドミソラ2（2016年4月 - 2017年3月、福島放送） - コーナー「ふくしままなぶ」担当

### CM
- SUBARU「Your story with」 Episode17 笑顔（2018年）
- ソニー「Xperia XZ1」インフォマーシャル福島放送（2017年）
- ファンケル「マイルドクレンジングオイル」するんの歌篇メイン（2017年）
- ネスレ「ネスカフェ ゴールドバリスタi」
- イエローハット（2015年）
- ライオン「バファリンプレミアム」
- サントリー「特茶」
- ビックボーイジャパン
- 札幌大学
- スシロー「400店舗達成記念」
- 西武鉄道「TOMONY」
- 無印良品
- カスペルスキー「セキュリティ2017」
- 森永製菓「ウィダーinバープロテイン グラノーラ」
- パナソニック
- アプロンワールド「KAZEN」
- ダンロップ「ゼクシオ」
- パナソニック「ウェアラブルカメラ」
- 三菱電機「トレインビジョン」
- ヤマハ「大人の音楽レッスン」
- チャイルド本社
- スズキ自動車「ワゴンR」
- ジョブメドレー「No.1 篇」(2019年12月9日 -) [1]
- ユアマイスター「家族会議 篇」(2020年11月14日 -) [2]
- サマリー サマリーポケット「クローゼットスッキリ 篇」(2021年4月16日 -) [3]

### MV
- KG「母へ」
- CTS「原点回帰」（2015年）
- 矢田悠祐「おかえり」（2016年）